# Zápas na Letních olympijských hrách 1992 – muži, volný styl do 57 kg
Zápas ve volném stylu ve váhové kategorii do 57 kg probíhal na Letních olympijských hrách 1992 v Barcelonském Instituto Nacional de Educación Física de Cataluña. O medaile se utkalo celkem 19 zápasníků.

## Turnajové výsledky
Zápasníci jsou rozděleni do dvou skupin. Je aplikován systém na dvě porážky.
Legenda
- TO — Lopatkové vítězství
- SP — Vítězství pro převahu, 12 až 14 bodů rozdíl, poražený s body
- SO — Vítězství pro převahu, 12 až 14 bodů rozdíl, poražený bez bodů
- ST — Vítězství na technickou převahu, 15 bodů rozdíl
- PP — Vítězství na body, poražený s body
- PO — Vítězství na body, poražený bez bodů
- PA — Vítězství pro soupeřovo zranění
- DQ — Vítězství pro soupeřovu diskvalifikaci
- D2 — Oba zápasníci diskvalifikováni pro pasivitu, skóre 0-0
- DNA — Nenastoupil
- L — Porážky
- ER — Kolo vyřazení
- CP — Klasifikační body
- TP — Technické body

### Skupiny

#### Skupina A
| L      |                                 | CP       | TP     |                                 | L      |        |
| Kolo 1 | Kolo 1                          | Kolo 1   | Kolo 1 | Kolo 1                          | Kolo 1 | Kolo 1 |
| ------ | ------------------------------- | -------- | ------ | ------------------------------- | ------ | ------ |
| 1      | Kim Chun-Ho (KOR)               | 1-3 PP   | 2-12   | Kim Yong-Sik (PRK)              | 0      |        |
| 0      | Sergei Smal (EUN)               | 3-1 PP   | 6-5    | Tserenbaataryn Tsogtbayar (MGL) | 1      |        |
| 0      | Béla Nagy (HUN)                 | 4-0 TO   | 2:58   | Tebe Dorgu (NGR)                | 1      |        |
| 0      | Jürgen Scheibe (GER)            | 3-1 PP   | 6-2    | Zoran Šorov (IOP)               | 1      |        |
| 0      | Rumen Pavlov (BUL)              |          |        | Bye                             |        |        |
| Kolo 2 |                                 |          |        |                                 |        |        |
| 0      | Rumen Pavlov (BUL)              | 4-0 TO   | 4:58   | Kim Chun-Ho (KOR)               | 2      |        |
| 1      | Kim Yong-Sik (PRK)              | 1-3 PP   | 2-4    | Sergei Smal (EUN)               | 0      |        |
| 1      | Tserenbaataryn Tsogtbayar (MGL) | 4-0 ST   | 25-9   | Béla Nagy (HUN)                 | 1      |        |
| 2      | Tebe Dorgu (NGR)                | 0-4 TO   | 2:51   | Jürgen Scheibe (GER)            | 0      |        |
| 1      | Zoran Šorov (IOP)               |          |        | Bye                             |        |        |
| Kolo 3 |                                 |          |        |                                 |        |        |
| 2      | Zoran Šorov (IOP)               | 0-4 TO   | 2:51   | Rumen Pavlov (BUL)              | 0      |        |
| 1      | Kim Yong-Sik (PRK)              | 3-1 PP   | 10-5   | Tserenbaataryn Tsogtbayar (MGL) | 2      |        |
| 0      | Sergei Smal (EUN)               | 3.5-0 SO | 13-0   | Béla Nagy (HUN)                 | 2      |        |
| 0      | Jürgen Scheibe (GER)            |          |        | Bye                             |        |        |
| Kolo 4 |                                 |          |        |                                 |        |        |
| 1      | Jürgen Scheibe (GER)            | 0-3 PO   | 0-5    | Kim Yong-Sik (PRK)              | 1      |        |
| 1      | Rumen Pavlov (BUL)              | 1-3 PP   | 1-12   | Sergei Smal (EUN)               | 0      |        |
| Kolo 5 |                                 |          |        |                                 |        |        |
| 2      | Jürgen Scheibe (GER)            | 0-3 PO   | 0-6    | Sergei Smal (EUN)               | 0      |        |
| 2      | Rumen Pavlov (BUL)              | 1-3 PP   | 3-10   | Kim Yong-Sik (PRK)              | 1      |        |

| Zápasník                        | L | ER | CP   |
| ------------------------------- | - | -- | ---- |
| Sergei Smal (EUN)               | 0 | -  | 15.5 |
| Kim Yong-Sik (PRK)              | 1 | -  | 13   |
| Rumen Pavlov (BUL)              | 2 | 5  | 10   |
| Jürgen Scheibe (GER)            | 2 | 5  | 7    |
| Tserenbaataryn Tsogtbayar (MGL) | 2 | 3  | 6    |
| Béla Nagy (HUN)                 | 2 | 3  | 4    |
| Zoran Šorov (IOP)               | 2 | 3  | 1    |
| Kim Chun-Ho (KOR)               | 2 | 2  | 1    |
| Tebe Dorgu (NGR)                | 2 | 2  | 0    |

#### Skupina B
| L      |                        | CP     | TP     |                        | L      |        |
| Kolo 1 | Kolo 1                 | Kolo 1 | Kolo 1 | Kolo 1                 | Kolo 1 | Kolo 1 |
| ------ | ---------------------- | ------ | ------ | ---------------------- | ------ | ------ |
| 1      | Naseer Ahmad (PAK)     | 0-3 PO | 0-5    | Keiji Okuyama (JPN)    | 0      |        |
| 0      | Kendall Cross (USA)    | 3-1 PP | 3-2    | Robert Dawson (CAN)    | 1      |        |
| 0      | Oveis Mallah (IRI)     | 3-1 PP | 6-2    | Ashok Kumar (IND)      | 1      |        |
| 0      | Remzi Musaoğlu (TUR)   | 4-0 ST | 16-0   | Andrés Iniesta (ESP)   | 1      |        |
| 0      | Alejandro Puerto (CUB) |        |        | Bye                    |        |        |
| Kolo 2 |                        |        |        |                        |        |        |
| 0      | Alejandro Puerto (CUB) | 3-0 PO | 6-0    | Naseer Ahmad (PAK)     | 2      |        |
| 1      | Keiji Okuyama (JPN)    | 0-4 TO | 1:01   | Kendall Cross (USA)    | 0      |        |
| 1      | Robert Dawson (CAN)    | 3-1 PP | 5-1    | Oveis Mallah (IRI)     | 1      |        |
| 2      | Ashok Kumar (IND)      | 0-3 PO | 0-7    | Remzi Musaoğlu (TUR)   | 0      |        |
| 1      | Andrés Iniesta (ESP)   |        |        | Bye                    |        |        |
| Kolo 3 |                        |        |        |                        |        |        |
| 2      | Andrés Iniesta (ESP)   | 0-3 PO | 0-8    | Alejandro Puerto (CUB) | 0      |        |
| 2      | Keiji Okuyama (JPN)    | 1-3 PP | 3-4    | Robert Dawson (CAN)    | 1      |        |
| 0      | Kendall Cross (USA)    | 3-1 PP | 5-3    | Oveis Mallah (IRI)     | 2      |        |
| 0      | Remzi Musaoğlu (TUR)   |        |        | Bye                    |        |        |
| Kolo 4 |                        |        |        |                        |        |        |
| 0      | Remzi Musaoğlu (TUR)   | 3-1 PP | 7-3    | Kendall Cross (USA)    | 1      |        |
| 0      | Alejandro Puerto (CUB) | 3-0 PO | 1-0    | Robert Dawson (CAN)    | 2      |        |
| Kolo 5 |                        |        |        |                        |        |        |
| 1      | Remzi Musaoğlu (TUR)   | 0-3 PO | 0-3    | Alejandro Puerto (CUB) | 0      |        |
| 1      | Kendall Cross (USA)    |        |        | Bye                    |        |        |
| Kolo 6 |                        |        |        |                        |        |        |
| 2      | Kendall Cross (USA)    | 1-3 PP | 6-10   | Alejandro Puerto (CUB) | 0      |        |
| 1      | Remzi Musaoğlu (TUR)   |        |        | Bye                    |        |        |

| Zápasník               | L | ER | CP |
| ---------------------- | - | -- | -- |
| Alejandro Puerto (CUB) | 0 | -  | 15 |
| Remzi Musaoğlu (TUR)   | 1 | -  | 10 |
| Kendall Cross (USA)    | 2 | 6  | 12 |
| Robert Dawson (CAN)    | 2 | 4  | 7  |
| Oveis Mallah (IRI)     | 2 | 3  | 5  |
| Keiji Okuyama (JPN)    | 2 | 3  | 4  |
| Andrés Iniesta (ESP)   | 2 | 3  | 0  |
| Ashok Kumar (IND)      | 2 | 2  | 1  |
| Naseer Ahmad (PAK)     | 2 | 2  | 0  |

### Finále
|                                 | CP               | TP               |                        |                  |
| Zápas o 9. místo                | Zápas o 9. místo | Zápas o 9. místo | Zápas o 9. místo       | Zápas o 9. místo |
| ------------------------------- | ---------------- | ---------------- | ---------------------- | ---------------- |
| Tserenbaataryn Tsogtbayar (MGL) | 0-4 PA           |                  | Oveis Mallah (IRI)     |                  |
| Zápas o 7. místo                |                  |                  |                        |                  |
| Jürgen Scheibe (GER)            | 4-0 PA           |                  | Robert Dawson (CAN)    |                  |
| Zápas o 5. místo                |                  |                  |                        |                  |
| Rumen Pavlov (BUL)              | 4-0 TO           | 0:44             | Kendall Cross (USA)    |                  |
| Zápas o 3. místo                |                  |                  |                        |                  |
| Kim Yong-Sik (PRK)              | 3-1 PP           | 3-2              | Remzi Musaoğlu (TUR)   |                  |
| Finálový zápas                  |                  |                  |                        |                  |
| Sergei Smal (EUN)               | 0-3 PO           | 0-5              | Alejandro Puerto (CUB) |                  |

## Finálové pořadí
1. Alejandro Puerto (CUB)
2. Sergei Smal (EUN)
3. Kim Yong-Sik (PRK)
4. Remzi Musaoğlu (TUR)
5. Rumen Pavlov (BUL)
6. Kendall Cross (USA)
7. Jürgen Scheibe (GER)
8. Robert Dawson (CAN)
9. Oveis Mallah (IRI)
10. Tserenbaataryn Tsogtbayar (MGL)